# 부르봉양시칠리아 공주 마리아 테레사

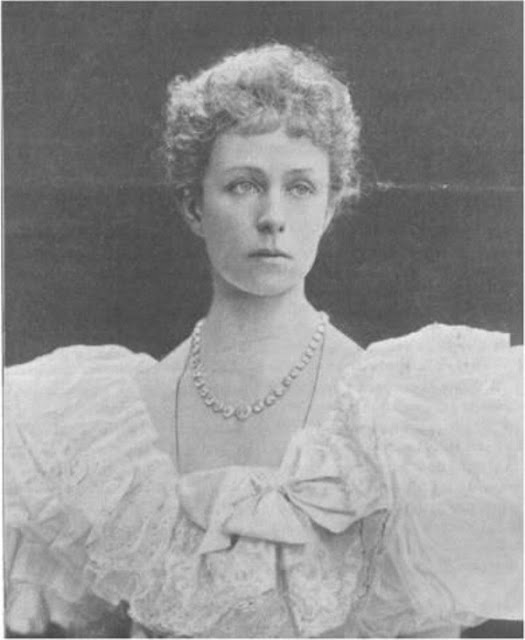
부르봉양시칠리아 공주 마리아 테레사

부르봉양시칠리아 공주 마리아 테레사(Princess Maria Theresa of Bourbon-Two Sicilies, 1867년 1월 15일 ~ 1909년 3월 1일)는 부르봉양시칠리아 왕자 루이와 그의 아내 바이에른의 마틸데 루도비카의 외동딸이었다. 마리아 테레사는 부르봉양시칠리아 가문의 일원이었으며, 호엔촐레른 가문의 일원이자 호엔촐레른의 명목상 공자비가 되었다 (나중에 빌헬름 폰 호엔촐레른 공자와의 결혼을 통해 호엔촐레른 가문의 일원이 되었다). 그녀는 가문에서 마디(Mädi)라고 불렸으며, 사촌인 마리 발레리 폰 외스터라이히 여대공과 평생 우정을 쌓았다.